# Working Families Party
Le Working Families Party en français : « Parti des familles travailleuses », abrégé en WFP, est un parti politique américain fondé à New York en 1998. Essentiellement présent dans l'État de New York, il est également implanté dans le Connecticut et cherche également à trouver des soutiens dans les États du Massachusetts, de l'Oregon et de la Californie. Le parti, d'inspiration de gauche, est né d'une coalition de syndicats.

## Idéologie
Le WFP suit les idéaux de la politique progressiste, se décrivant lui-même comme une « organisation politique indépendante de base ». Le WFP a été qualifié par certains de mouvement Tea Party de la gauche,,,.

## Résultats électoraux
Dans l'État de New York, le vote par fusion permet au Working Families Party d'apporter son soutien à un candidat d'un grand parti, généralement un démocrate, tout en apparaissant sur les bulletins de vote.

### Gouvernorat de l'État de New York
Depuis 1998, le Working Families Party a toujours apporté son soutien au candidat démocrate au poste de gouverneur de l'État.
| Année | Candidat                | Voix    | %    |
| ----- | ----------------------- | ------- | ---- |
| 1998  | Peter Vallone, Sr. (en) | 51 325  | 1,03 |
| 2002  | Carl McCall (en)        | 90 533  | 1,98 |
| 2006  | Eliot Spitzer           | 155 184 | 3,30 |
| 2010  | Andrew Cuomo            | 154 835 | 3,35 |
| 2014  | Andrew Cuomo            | 126 244 | 3,22 |
| 2018  | Andrew Cuomo            | 114 478 | 1,88 |